# Bureau de la Guerre
Le bureau de la Guerre (anglais : War Office) est un ministère disparu du gouvernement du Royaume-Uni, chargé de l'administration de l'armée de terre britannique du XVIIe siècle à 1964, date à laquelle ses responsabilités sont transférées au ministère de la Défense britannique. Le terme War Office est souvent donné à l'immeuble qui l'abritait, le Old War Office Building dans le quartier de Whitehall à Londres.

## Histoire
Le bureau de la Guerre est issu du Conseil de Guerre de la Couronne britannique, une assemblée non permanente du roi et de ses principaux commandants militaires qui supervisent les campagnes dans lesquelles est engagé le royaume d'Angleterre. Un certain nombre d'institutions plus anciennes, notamment le Board of Ordnance (remontant au XVe siècle), fusionnent pour former le bureau de la Guerre. La nouvelle institution fonctionne de concert avec l'Amirauté, chargée de la marine de guerre royale et bien plus tard, avec le ministère de l'Air, chargé des questions relatives aux forces aériennes au XXe siècle. La fondation du bureau de la Guerre est traditionnellement attribuée à William Blathwayt, qui, en tant que secrétaire à la Guerre en 1684 étend significativement la compétence de son administration jusqu'à couvrir la gestion quotidienne de l'armée.
Le ministère occupe successivement plusieurs sièges dans Londres jusqu'à ce qu'il s'établisse pour longtemps à Whitehall, dans le bâtiment dit des Horse Guards en 1722, d'où il ne bouge plus avant 1858. « Horse Guards » et « War Office » deviennent pratiquement synonymes, d'autant plus que le bâtiment des Horse Guards abrite également le siège de l'état-major de l'armée de terre britannique à l'époque et encore aujourd'hui. Le bureau de la Guerre déménage ensuite à Cumberland House, sur Pall Mall, pour la deuxième moitié du dix-neuvième siècle avant de finalement s'installer, en 1906, dans un bâtiment spécialement construit pour accueillir l'administration du bureau de la Guerre et aujourd'hui connu sous le nom de Old War Office Building.
Au sommet du bureau de la Guerre se trouve à l'origine le secrétaire de la Guerre, dont l'origine remonte au règne de Charles II; il est alors le secrétaire du commandant en chef de l'armée. On crédite généralement William Blathwayt d'avoir été le premier secrétaire de la Guerre bien qu'il ait eu en réalité deux prédécesseurs. C'était avant lui toutefois un poste gouvernemental très mineur qui traitait davantage des détails ordinaires de l'administration que de grande stratégie. Les questions de stratégie relatives à la conduite de la guerre étaient traitées par les ministères du Nord et du Sud (dont sont respectivement issus les bureaux des Affaires étrangères et de l'Intérieur contemporains).
De 1704 à 1855, le poste de secrétaire est occupé par un ministre de second rang, même s'il est parfois amené à assister aux réunions du Cabinet. Un grand nombre de ses attributions lui sont enlevées en 1794 à la création du poste plus éminent de secrétaire d'État à la Guerre. Le poste de secrétaire à la Guerre est enfin fusionné avec celui de secrétaire d'État à la Guerre en 1855 avant d'être purement et simplement supprimé en 1863. Le secrétaire d'État de la Guerre est également chargé, de 1801 à 1854, de l'administration coloniale britannique — l'intitulé du poste est alors secrétaire d'État pour la Guerre et les Colonies. Cette responsabilité disparaît quand est fondé le bureau des Colonies.
Les désastreuses campagnes de la guerre de Crimée amènent à unifier en 1855 tout ce qui ressort de la gestion des forces terrestres britanniques sous la responsabilité du secrétaire d'État pour la Guerre, membre du Cabinet. Il n'est pas toutefois seul responsable de l'armée ; le commandant en chef détient un niveau virtuellement égal de responsabilités. Cette dichotomie est, en théorie au moins, réduite par les réformes dites de Caldwell, du nom du secrétaire d'État à la Guerre Edward Cardwell en 1870, lequel subordonne formellement le commandant en chef au secrétaire de la Guerre. En pratique cependant, le commandant en chef de l'époque, le très conservateur duc de Cambridge, qui reste en place de 1856 à 1895, parvient à conserver une très grande influence. Sa résistance au changement aboutit à ce que l'efficacité du commandement britannique demeure en retrait par rapport aux puissances rivales de la Grande-Bretagne, une réalité qui sera durement ressentie au cours de la seconde guerre des Boers.
La situation ne trouve son issue qu'en 1904 quand le poste de commandant en chef est aboli et remplacé par celui de chef d'état-major général, lui-même remplacé par le poste de chef d'état-major impérial en 1908. Un Conseil de l'armée est créé sur le modèle du Bureau de l'Amirauté, présidé par le secrétaire d'État de la Guerre, et un état-major impérial est mis sur pied pour coordonner l'administration de l'armée.
La direction du bureau de la Guerre est minée par des tiraillements fréquents entre le personnel civil et militaire de l'organisation. Le gouvernement d'Herbert Asquith tente de trouver une solution durant la Première Guerre mondiale en nommant lord Kitchener comme secrétaire de la Guerre, faisant de lui le premier et seul militaire en activité à occuper ce poste. Cela ne s'avère pas probant ; sous son mandat, l'état-major général impérial est pratiquement vidé de sa substance, remplacé dans les faits par le Comité de la Défense impériale, fondé en 1902 pour traiter de façon plus large des questions de défense.
Le bureau de la Guerre décline beaucoup en importance après la Première Guerre mondiale, ce qu'illustre les drastiques réductions d'effectifs qu'il connaît dans l'entre-deux-guerres. Le 1er avril 1920, le ministère compte 7 434 personnels civils ; dix ans plus tard, le 1er avril 1930, ce nombre a chuté à 3 872, une baisse de près de moitié. Ses responsabilités sont amputées, de même que son budget. En 1936, le gouvernement de Stanley Baldwin nomme un ministre pour la Coordination de la Défense, qui travaille en dehors du bureau de la Guerre. Quand Winston Churchill devient Premier ministre en 1940, il fait perdurer l'habitude de contourner le bureau de la Guerre et prend le titre de ministre de la Défense (bien que, curieusement, il n'y aura pas formellement de ministère de la Défense avant 1947).
Le travailliste Clement Attlee perpétue ces dispositions quand il succède à Churchill en 1945 mais nomme un ministre de la Défense pour la première fois en 1947. En 1964, le ministère britannique de la Défense prend sa forme actuelle, en unifiant le bureau de la Guerre, l'Amirauté et le ministère de l'Air.
Les archives du bureau de la Guerre sont conservées aux Archives nationales sous le code WO.

## Old War Office Building
Entre 1906 et sa disparition en 1964, l'administration du bureau de la Guerre est située dans un immeuble massif de style néobaroque achevé en 1906, situé sur l'avenue des Horse Guards à Whitehall (Londres). Le bâtiment renferme un millier de pièces sur sept étages, reliées par quelque quatre kilomètres de couloirs. La construction du bâtiment du bureau de la Guerre a été achevée en cinq ans pour le coût, considérable à l'époque, de 1,2 million de livres sterling.
L'immeuble a une forme irrégulière, formant un trapèze pour maximiser l'utilisation de l'îlot sur lequel il repose. Ses quatre dômes distinctifs sont un moyen décoratif de masquer la forme irrégulière du bâtiment.
L'immeuble a été mis en vente courant août 2013. Le 1er mars 2016, le bâtiment est cédé par un bail de 250 ans et pour la somme de 350 millions de livres à une coentreprise des groupes Hinduja et OHL Developments qui le transformera en hôtel de luxe et en appartements.